# Arthur Conan Doyle
Arthur Ignatius Conan Doyle KGStJ, DL (Edimburgo, 22 de maio de 1859 — Crowborough, 7 de julho de 1930) foi um escritor e médico escocês, mundialmente famoso por suas 60 histórias sobre o detetive Sherlock Holmes, consideradas uma grande inovação no campo da literatura criminal. Foi um renomado e prolífico escritor cujos trabalhos incluem histórias de ficção científica, novelas históricas, peças e romances, poesias e obras de não-ficção.
Arthur Conan Doyle viveu e escreveu parte de suas obras em Southsea, um bairro elegante de Portsmouth, Inglaterra.

## Vida

### Primeiros anos
Filho de um inglês de ascendência irlandesa - Charles Altamont Doyle - e de uma mãe irlandesa - com nome de solteira Mary Foley - que se casaram em 1855. Família rigorosamente católica, herdando da mãe o caráter cavalheiresco, tendo sido ela quem lhe ministrou as primeiras letras.
Embora ele seja hoje conhecido como "Conan Doyle", a origem de seu sobrenome composto (se é que ele queria que esse nome fosse assim entendido) é incerta. O seu registro de batismo na Catedral de Santa Maria em Edimburgo afirma que "Arthur Ignatius Conan" é seu nome cristão, e apenas "Doyle" é seu sobrenome. O batismo também intitula Michael Conan como seu padrinho.
Conan Doyle foi enviado para o curso preparatório num colégio jesuíta da vila de Hodder Place, Stonyhurst (em Lancashire) quando tinha nove anos. Matriculou-se em seguida no Colégio Stonyhurst mas, em 1875, quando concluiu o colegial, rejeitava o cristianismo e se tornou agnóstico; esse questionamento surgiu de sua admiração pelo escritor Thomas Babington Macauley, que se dizia agnóstico e, após ouvir uma preleção onde um padre afirmara que os não-católicos iriam para o inferno, seus questionamentos fizeram-se mais agudos. Mais tarde outro agnóstico viria a influenciá-lo - Dr. Bryan Charles Waller. Literariamente, foi fortemente marcado por Walter Scott e Edgar Allan Poe, além de Macauley.
Entre 1876 e 1881, ele estudou medicina na Universidade de Edimburgo, passando também um tempo na cidade de Aston (hoje um distrito de Birmingham) e em Sheffield. Em 1878, por exemplo, trabalhou por três semanas, em troca de casa e comida, como médico aprendiz nos subúrbios de Sheffield, de cuja experiência relatou em carta: "Esta gente de Sheffield preferiria ser envenenada por um homem com barba do que ser salva por um homem imberbe".
Enquanto estudava, começou a escrever pequenas histórias; sua primeira obra foi publicada antes de completar os 20 anos, aparecendo no Chambers’s Edinburgh Journal. Ainda estudante teve sua primeira experiência naval, como médico numa baleeira, onde ficou sete meses no Oceano Ártico.
Após a sua formação na universidade, em 1881, serviu como médico de bordo no navio "Mayumba" em viagem à costa Oeste da África mas em outubro daquele ano a embarcação passou por sérias dificuldades no mar e, quando retornou a Liverpool no ano seguinte, Doyle escreve a sua mãe - que o incentivara nesta aventura - dizendo que não mais embarcaria pois "o que ganho é menos do que poderia ganhar com a minha pena ao mesmo tempo, e o clima é atroz.".
Completou seu doutorado versando sobre tabes dorsalis em 1885.

### Emprego e as origens de Sherlock Holmes

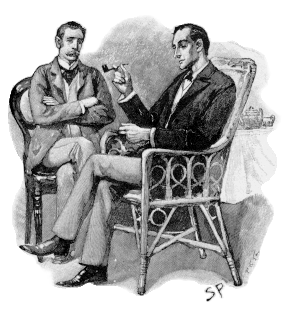
Sherlock Holmes (à direita) e Dr. Watson, por Sidney Paget.

Em 1882, ele se juntou ao seu antigo colega de classe George Budd para formar uma parceria em uma prática médica em Plymouth, mas a relação entre eles provou ser difícil, e, logo, Conan Doyle passou a fazer suas práticas médicas independentemente. Chegando a Portsmouth em junho daquele ano com menos de £10, ele começou a atender na 1 Bush Villas em Elm Grove, Southsea. Os negócios não tiveram muito sucesso; enquanto aguardava por pacientes, ele voltou a escrever suas histórias. A sua primeira obra notável foi Um Estudo em Vermelho, publicada no Beeton’s Christmas Annual de 1887, e que foi a primeira vez em que Sherlock Holmes apareceu. Holmes era parcialmente baseado em seu professor de sua época na universidade, Joseph Bell, a quem Conan Doyle escreveu: "É mais do que certo que é a você a quem eu devo Sherlock Holmes… Com base no centro de dedução, na interferência e na observação que ouvi você inculcar, tentei construir um homem.". As futuras histórias a apresentar Sherlock Holmes foram publicadas na inglesa Strand Magazine. O que é interessante é que, mesmo na distante Samoa, Robert Louis Stevenson foi capaz de reconhecer a forte similaridade entre Joseph Bell e Sherlock Holmes. "Meus parabéns às geniais e interessantes aventuras de Sherlock Holmes… Seria este meu velho amigo Joe Bell?". Outros autores ocasionalmente sugerem influências adicionais, como o famoso personagem de Edgar Allan Poe, C. Auguste Dupin.
Durante sua estada em Southsea, ele jogou futebol amador no time Portsmouth Association Club, na posição de goleiro, sob o pseudônimo A. C. Smith. (Este clube desapareceu em 1894 e não possui qualquer conexão com o Portsmouth F. C. de hoje, que foi fundado em 1898.) Conan Doyle também era um grande jogador de críquete, e, entre 1899 e 1907, ele jogou dez partidas de primeira classe para o MCC. A sua maior pontuação foi de 43 jogando contra o London County em 1902. Ele jogava boliche ocasionalmente, jogando apenas em uma liga de primeira classe. Além disso, ele era um grande golfista, eleito como capitão do Clube de Golfe de Crowborough Beacon, East Sussex, em 1910.

### Casamento e família

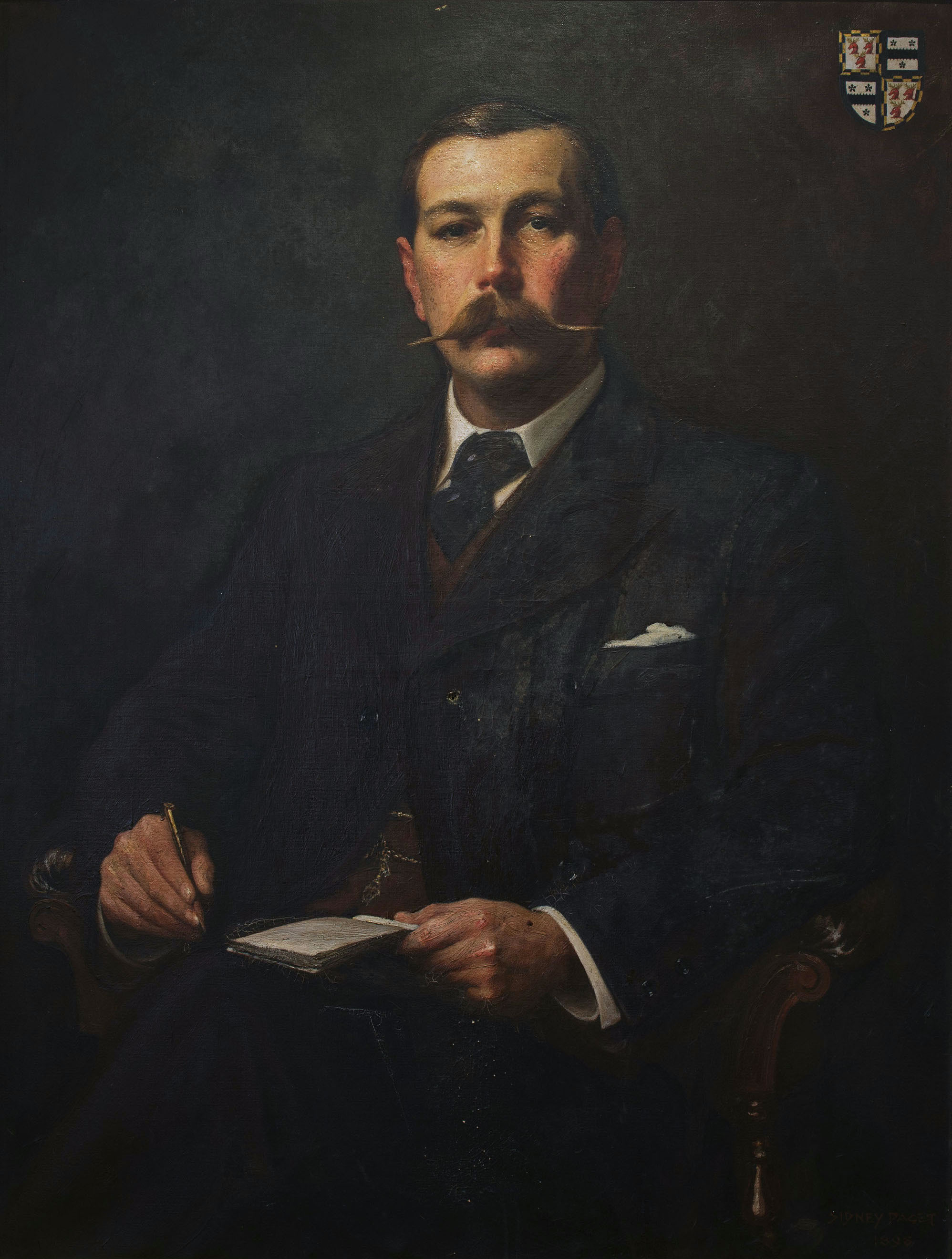
Retrato de Arthur Conan Doyle por Sidney Paget, 1897.

Em 1885, ele se casou com Louisa (ou Louise) Hawkins, conhecida como "Touie", que sofria de tuberculose e acabou morrendo no dia 4 de julho de 1906. Em 1907, ele se casou com Jean Elizabeth Leckie, com quem ele se apaixonou em 1897, mas manteve uma relação platônica enquanto sua primeira esposa ainda estava viva, por lealdade para com ela. Jean morreu no dia 27 de junho de 1940 em Londres.
Conan Doyle teve cinco filhos, dois com sua primeira esposa – (1) Mary Louise (28 de janeiro de 1889 – 12 de junho de 1976) e (2) Arthur Alleyne Kingsley, conhecido como "Kingsley" (15 de novembro de 1892 – 28 de outubro de 1918) – e três com sua segunda esposa – (3) Denis Percy Stewart (17 de março de 1909 – 9 de março de 1955), este, em 1936, o segundo marido da princesa georgiana Nina Mdivani (cerca de 1910 – 19 de fevereiro de 1987; ex-cunhada de Barbara Hutton), (4) Adrian Malcolm (1910 – 1970) e (5) Jean Lena Annette (1912 – 1997).

### Morte de Sherlock Holmes

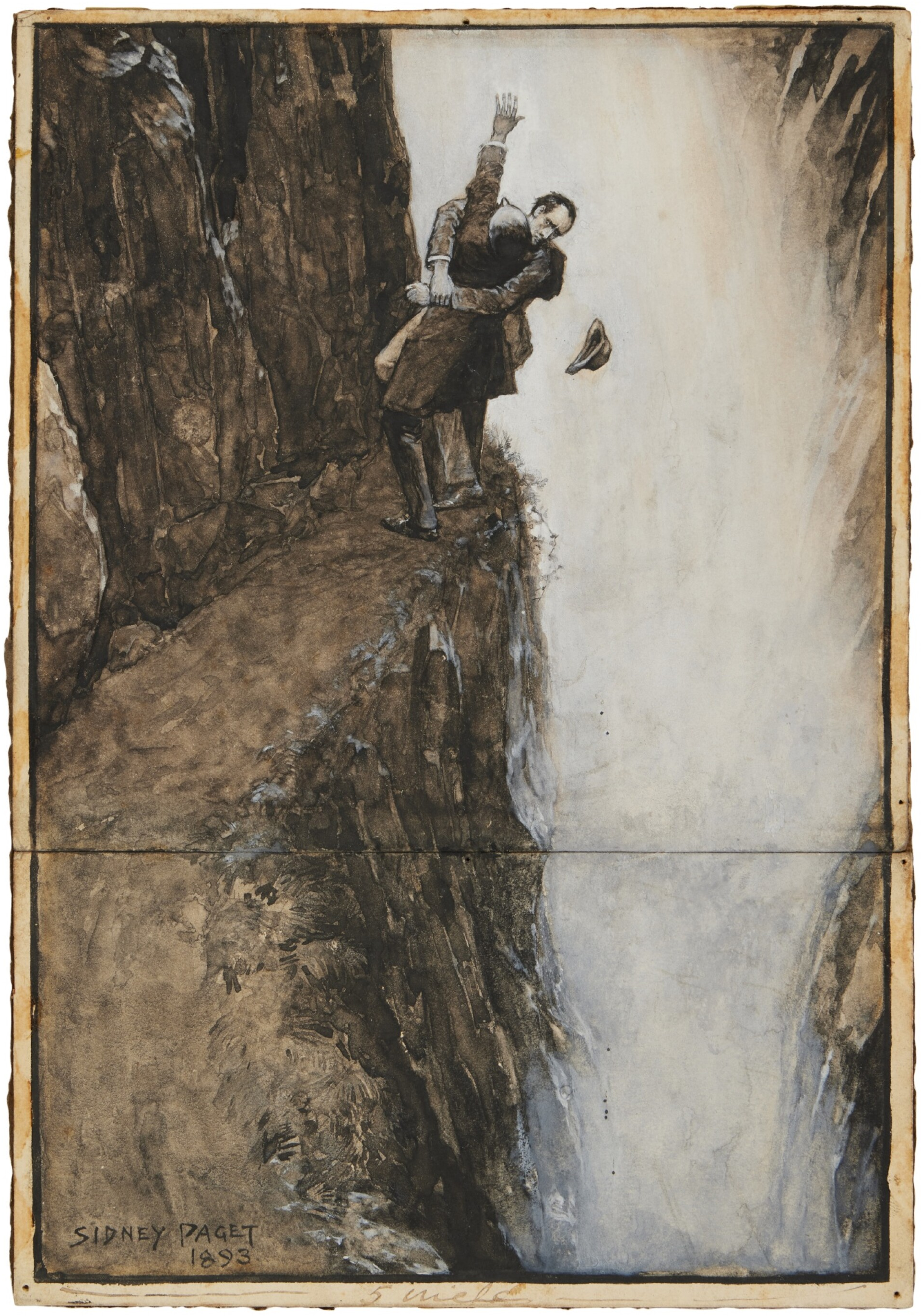
Holmes e Moriarty lutando à beira das Cataratas de Reichenbach. Arte por Sidney Paget.

Em 1890, Conan Doyle começou a estudar os olhos em Viena; ele se mudou para Londres em 1891 para começar a atender como oftalmologista. Conforme diz a sua autobiografia, nenhum paciente sequer passou pela porta de seu consultório, o que lhe deu mais tempo para escrever. Em novembro de 1891, ele escreveu para sua mãe: "Acho que vou assassinar Holmes… e lhe dar fim de uma vez por todas. Ele priva minha mente de coisas melhores.". Sua mãe respondeu, dizendo, "Faça o que achar melhor, mas o público não aceitará essa atitude em silêncio.". Em dezembro de 1893, ele fez o que pretendia para dedicar mais tempo a obras que ele considerava mais "importantes" – os seus livros históricos.
Holmes e Moriarty aparentemente mergulharam às suas mortes nas Cataratas de Reichenbach na história The Final Problem. A manifestação de desagrado do público fez com que o escritor trouxesse o personagem de volta; ele retornou na história A Casa Vazia, com a explicação de que apenas Moriarty havia caído, mas como Holmes tinha outros inimigos perigosos, especialmente o Coronel Sebastian Moran, ele fingiu estar "temporariamente" morto. Com isso, Holmes apareceu em um total de 56 pequenas histórias e quatro livros, escritos por Conan Doyle (ele apareceu em vários livros e histórias por outros autores).

### Envolvimento em campanhas políticas
Após a Guerra dos Bôeres, na virada do século XX, e o escárnio vindo de todo o mundo por causa da conduta do Reino Unido na África do Sul, Conan Doyle escreveu um pequeno panfleto intitulado A Guerra na África do Sul: Causa e Conduta, justificando o papel do Reino Unido na guerra bôer. O panfleto foi traduzido para vários idiomas.
Conan Doyle acreditava que foi por causa deste panfleto que ele foi condecorado com o título de cavaleiro em 1902 e indicado como deputado-tenente de Surrey. Em 1900, ele escreveu algo maior, um livro, A Grande Guerra Bôer. Nos primeiros anos do século XX, Sir Arthur tentou entrar para o Parlamento do Reino Unido como um membro do Partido Unionista Liberal por duas vezes, uma em Edimburgo e outra em Hawick Burghs, mas, embora tenha recebido uma quantidade respeitável de votos, não conseguiu ser eleito.
Conan Doyle se envolveu na campanha pela reforma do Estado Livre do Congo, liderada pelo jornalista E. D. Morel e pelo diplomata Roger Casement. Em 1909, ele escreveu O Crime do Congo, um grande panfleto no qual ele denunciava os horrores daquele país. Ele se tornou um grande amigo de Morel e Casement, e é possível que eles, juntamente como Bertram Fletcher Robinson, tenham servido de inspiração para vários personagens do livro O Mundo Perdido (1912).
Ele rompeu relações com ambos quando Morel se tornou um dos líderes do movimento pacifista da Primeira Guerra Mundial, e quando Casement foi acusado de traição contra o Reino Unido durante a revolta da Páscoa. Conan Doyle tentou, sem sucesso, salvar Casement da pena de morte, alegando que ele estava louco e não era responsável por suas ações.

### Envolvimento com o Espiritualismo
Conan Doyle, no ano de 1887, travou o seu primeiro contato com o Espiritualismo, iniciando neste mesmo ano, junto ao seu amigo Ball, arquiteto de Portsmouth, sessões mediúnicas que o fizeram rever seus conceitos.
Após as mortes de sua esposa Louisa (1906), do seu filho Kingsley, do seu irmão Innes, de seus dois cunhados (um dos quais E. W. Hornung, criador do personagem literário Raffles), e de seus dois netos, logo após a Primeira Guerra Mundial, Conan Doyle mergulhou em profundo estado de depressão. Kingsley Doyle faleceu a 28 de outubro de 1918 de uma pneumonia que contraiu durante a convalescença, após ter sido seriamente ferido durante a batalha do Somme em 1916. O General Brigadeiro Innes Doyle faleceu em fevereiro de 1919, também de pneumonia.

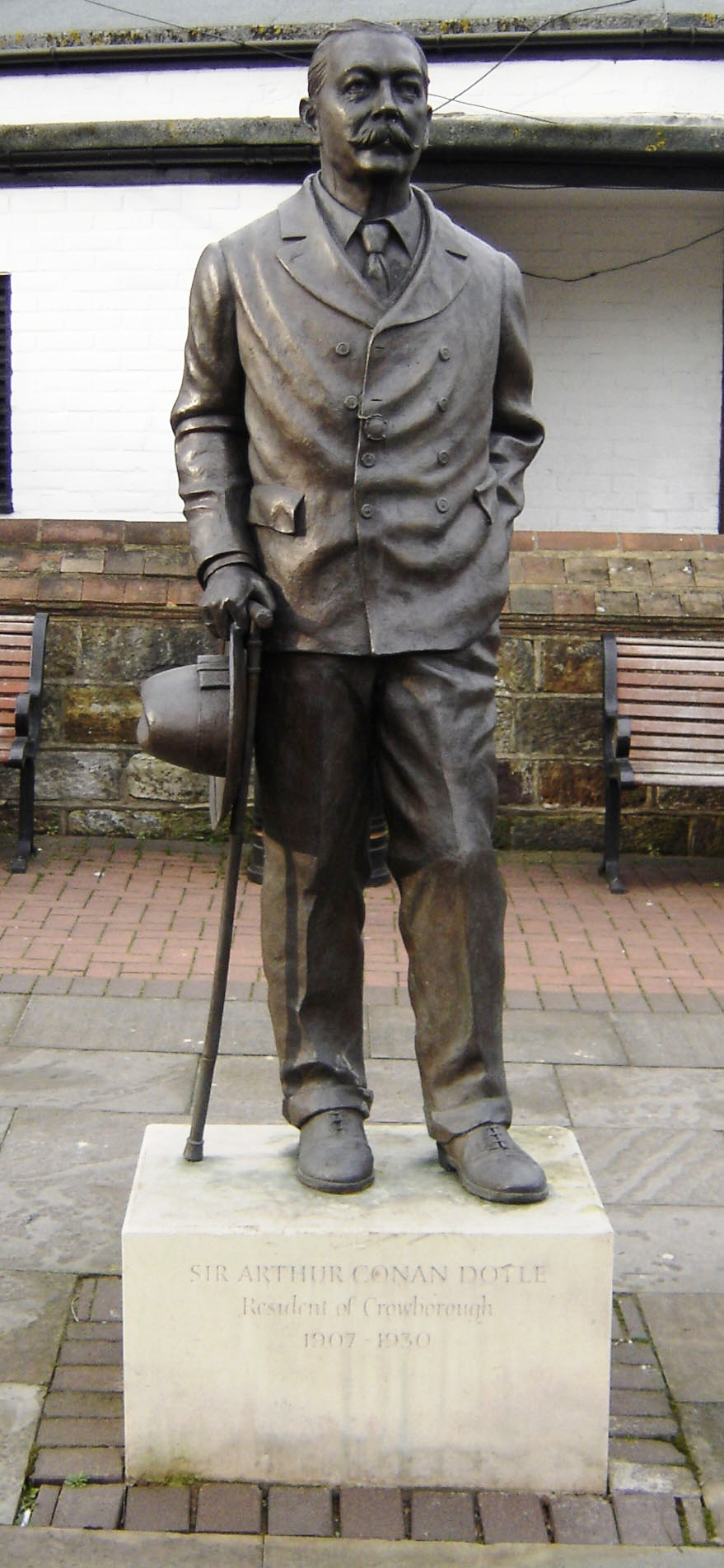
Estátua de Arthur Conan Doyle em Crowborough, East Sussex.

Encontrou consolação apoiando-se no Espiritualismo, e esse envolvimento levou-o a escrever sobre o assunto, tornando-se um de seus maiores divulgadores e defensores. No auge da fama, em 1918, enfrenta todos os céticos e publica "A Nova Revelação", obra em que manifesta a sua convicção na explicação espírita para as manifestações paranormais estudadas durante o século XIX, e inicia uma série de outras, em meio a palestras sobre o tema. Em "A Chegada das Fadas" (1921) reproduziu na obra teorias sobre a natureza e a existência das fadas de cottingley e espíritos. Posteriormente, em "The History of Spiritualism" (1926) de natureza histórica, aborda a história do movimento espiritualista anglo-saxônico (desenvolvido nos países de língua inglesa) e do Espiritismo (codificado pelo pedagogo francês Hippolyte Léon Denizard Rivail, conhecido pelo pseudônimo Allan Kardec). Além desses movimentos Conan Doyle enfatizou sobre os movimentos espiritualistas alemão e italiano, com destaque para os fenômenos físicos e as materializações espirituais produzidas por Eusápia Paladino e Mina "Margery" Crandon. O assunto foi retomado em "The Land of Mist" (1926), de natureza ficcional, com o personagem "Professor Challenger".
Os seus trabalhos sobre o tema foi um dos motivos pelos quais a sua compilação de pequenas histórias, As Aventuras de Sherlock Holmes, foi proibida na União Soviética em 1929 por suposto ocultismo. A proibição foi retirada mais tarde. O ator russo Vasily Livanov receberia uma Ordem do Império Britânico por sua interpretação de Sherlock Holmes.
Por algum tempo, Conan Doyle foi um amigo do mágico Harry Houdini, que se tornaria um grande oponente do movimento moderno espiritualista na década de 1920, após a morte de sua mãe. Embora Houdini insistisse que os médiuns da época faziam truques de ilusionismo (e buscava expor tais médiuns como fraudes), Conan Doyle já estava convencido de que o próprio Houdini possuía mediunidade ativa, um ponto de vista expresso em O Limite do Desconhecido. Aparentemente, Houdini não foi capaz de convencer Conan Doyle de que seus feitos eram simples ilusões, levando a uma amarga e pública quebra de relações entre os dois.
A sua convicção foi além: para receber o título de Par (Peer) do Reino Britânico, foi-lhe imposta a condição de renunciar às suas crenças. Confrontando a todos, e ao sectarismo vigente, permaneceu fiel à fé que abraçara, e que acompanhou até aos seus últimos dias. Foi Presidente Honorário da International Spiritualist Federation (1925-1930), Presidente da Aliança Espírita de Londres e Presidente do Colégio Britânico de Ciência Espírita.
Richard Milner, historiador estadunidense de ciências, apresentou um caso no qual Conan Doyle pode ter sido o responsável pelo boato do homem de Piltdown de 1912, criando um fóssil hominídeo falso que enganou o mundo científico por mais de 40 anos. Milner disse que o motivo de Conan Doyle era de se vingar do estabelecimento científico por desbancar uma de suas físicas favoritas, dizendo ainda que O Mundo Perdido continha várias pistas criptografadas que se tratavam de seu envolvimento com o boato.
O livro de 1974 escrito por Samuel Rosenberg, Naked is the Best Disguise, se propõe a explicar como Conan Doyle deixou no meio de seus escritos pistas abertas que se relatam a aspectos ocultos de sua mentalidade.

## Morte

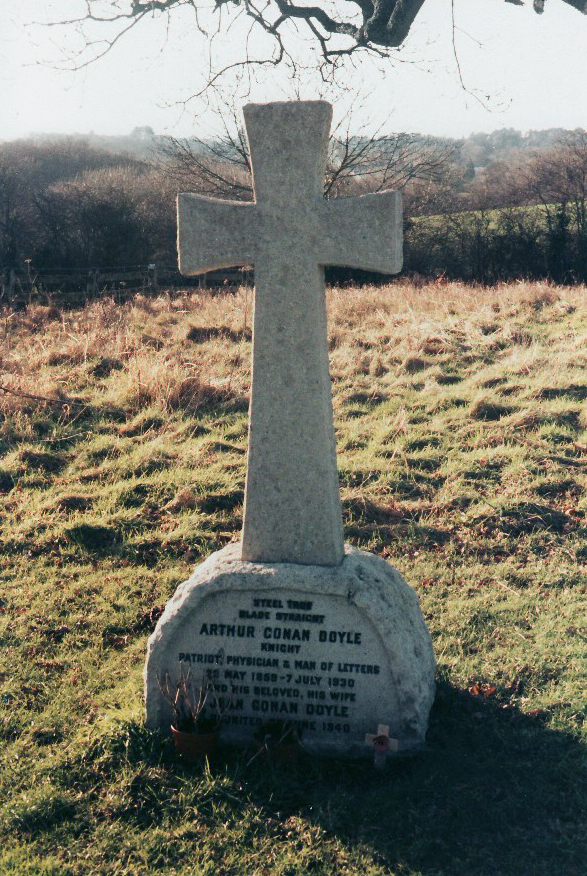
Túmulo de Sir Arthur Conan Doyle em Minstead, Inglaterra.

Conan Doyle foi encontrado apertando seu peito nos corredores da Windlesham, a sua casa em Crowborough, East Sussex, no dia 7 de julho de 1930. Ele morreu de ataque cardíaco aos 71 anos. Suas últimas palavras foram ditas à sua esposa: "Você é maravilhosa.". A tradução em português de seu epitáfio em seu túmulo no Cemitério de Minstead é:
VERDADEIRO AÇO
LÂMINA AFIADA
ARTHUR CONAN DOYLE
CAVALHEIRO
PATRIOTA, MÉDICO & HOMEM DE LETRAS
Undershaw, a casa que Conan Doyle havia construído nas redondezas de Hindhead, ao Sul de Londres, e onde ele viveu por aproximadamente uma década, virou um hotel e restaurante entre 1924 e 2004. A casa foi, então, adquirida por um desenvolvedor, e foi mantida vazia desde então enquanto conservacionistas e fãs do autor lutam para preservá-la.
Há uma estátua em honra a Conan Doyle em Crowborough Cross, Crowborough, onde Conan Doyle viveu por 23 anos. Também há uma estátua de Sherlock Holmes em Picardy Place, Edimburgo, Escócia, próximo à casa onde Conan Doyle nasceu.

## A Grande Guerra Boer
Em 9 de agosto de 1902 Arthur Conan Doyle foi nomeado cavaleiro pela sua importante participação na Guerra Boer. Trabalhou na linha de frente da batalha como cirurgião, e foi elogiado pelos compatriotas pela coragem e determinação na prestação de socorro.
Regressando à Inglaterra escreveu um livro escolar com o título "A Grande Guerra Boer" (1900).

## Principais obras

### Romances com Sherlock Holmes
| 1887 - A Study in Scarlet (Um Estudo em Vermelho) 1890 - The Sign of the Four (O Signo dos Quatro) 1902 - The Hound of the Baskervilles (O Cão dos Baskervilles) 1915 - The Valley of Fear (O Vale do Medo/O Vale do Terror) |

### Contos com Sherlock Holmes
| 1892 - The Adventures of Sherlock Holmes (As Aventuras de Sherlock Holmes) 1894 - The Memoirs of Sherlock Holmes (As Memórias de Sherlock Holmes) 1905 - The Return of Sherlock Holmes (A Volta de Sherlock Holmes ou Os Seis Napoleões e outras aventuras de Sherlock Holmes) , 1917 - His Last Bow (pt: Os Últimos Casos de Sherlock Holmes / br: O Último Adeus de Sherlock Holmes) 1927 - The Case-Book of Sherlock Holmes (O Livro de Casos de Sherlock Holmes) 1928 - The Complete Sherlock Holmes Short Stories (Coleção completa de histórias de Sherlock Holmes) |

### Narrativas com oProfessor Challenger
| 1912 - The Lost World (O Mundo Perdido) 1913 - The Poison Belt (O Cinto Venenoso) 1926 - The Land of Mist (A Terra da Neblina) 1927 - The Disintegration Machine (A Máquina de Desintegração) 1928 - When the World Screamed (Quando o Mundo Gritou) 1952 - The Professor Challenger Stories (A Histórias do Professor Challenger) |

### Ensaios
| 1902 - The War in South Africa: Its Causes and Conduct 1907 - The Case of Mr. George Edalji 1912 - The Case of Oscar Slater 1920 - Spiritualism and Rationalism 1925 - The Early Christian Church and Modern Spiritualism 1925 - Psychic Experiences |

### Trabalhos sobre a guerra, o exército e o espiritualismo
| 1900 - The Great Boer War 1909 - The Crime of the Congo 1909 - Divorce Law Reform: An Esaay 1911 - Why He is Now in Favor of Home Rule 1914 - The German War 1914 - Civilian National Reserve 1914 - The World War Conspiracy 1914 - The German War 1915 - Western Wanderings 1915 - The Look on the War 1916 - An Appreciation of Sir John French 1916 - A Visit to Three Fronts 1916 - The Bristish Campaign in France and Flanders 1917 - Supremacy of the British Soldier 1918 - Life After Death 1918 - The New Revelation: My Personal Investigation of Spiritualism 1919 - The Vital Message 1922 - Spiritualism - Some Straight Questions and Direct Answers 1921 - The Wanderings of a Spiritualist 1922 - The Case of Spirit Photography 1922 - The Coming of the Faries 1926 - The History of Spiritualism 1928 - A World of Warning 1928 - What does Spiritualism actually Teach and Stand for? 1929 - An Open Letter to those of my Generation 1929 - Our African Winter 1930 - The Edge of the Unknown |